# Frank-Michael Mros
Frank-Michael Mros (* 1963) ist ein deutscher Manager.
Er war von Ende 2005 bis zum 6. April 2009 Deutschland-Chef des Discounters Lidl und musste das Unternehmen infolge eines Datenschutzskandales um die vermutlich widerrechtliche, systematische Dokumentierung von Krankheiten der Lidl-Mitarbeiter (Krankenakten-Affäre) zeitweise verlassen. Zuvor war Mros für vier Jahre Polen-Chef des Discounters gewesen. Im Sommer 2009 holte Lidl Mros als Chef der britischen Tochtergesellschaft Lidl UK wieder zurück.